# Fasti Antiates maiores

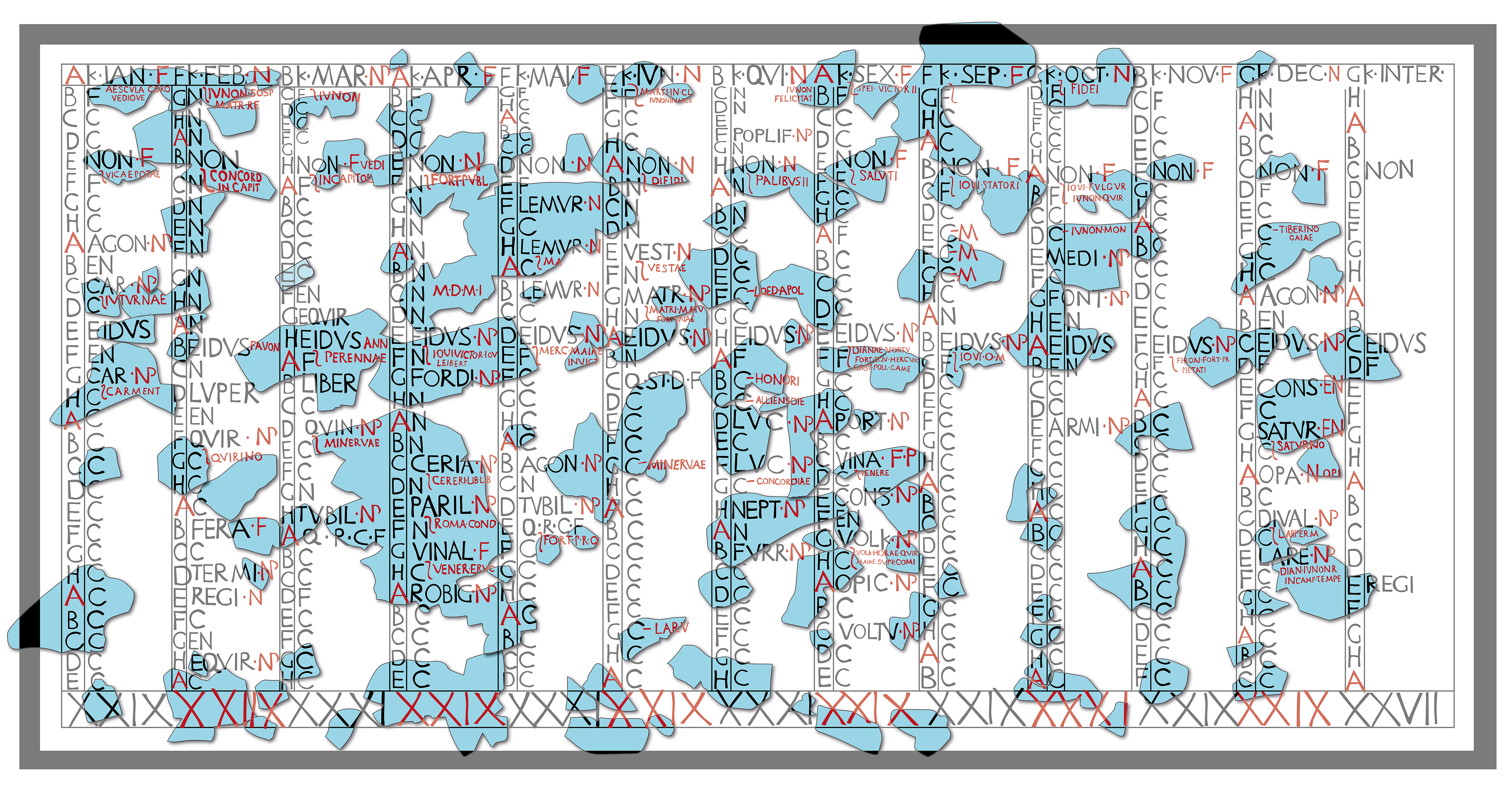
Rekonstruktion der Fasti Antiates maiores

Die Fasti Antiates maiores sind ein gemalter Wandkalender aus der Zeit der späten römischen Republik sowie der bislang älteste und einzige archäologisch geborgene lokale römische Kalender bzw. Fasti aus der Zeit vor der julianischen Kalenderreform. Sie wurden 1915 in Anzio, dem antiken Antium, in einer Kryptenanlage in unmittelbarer Küstennähe gefunden und befinden sich jetzt im Palazzo Massimo alle Terme in Rom, einem Standort des Museo Nazionale Romano.

## Fundort

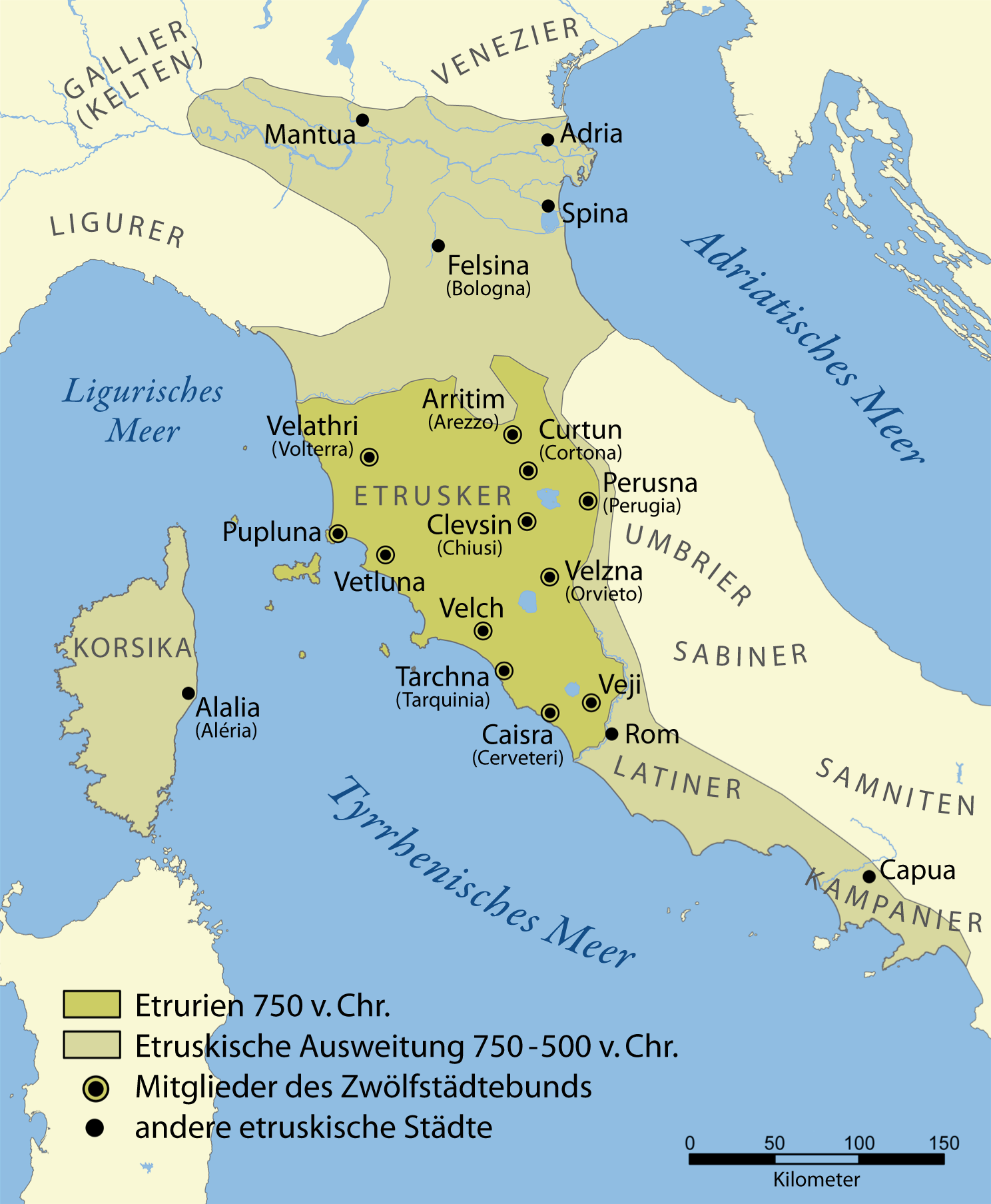
Mittelitalien um 500 v. Chr.

Anzio liegt etwa 58 km südlich von Rom in der Region Latium. Spätestens ab dem sechsten Jahrhundert v. Chr. wanderten in das Gebiet von Latium die Latiner ein und blieben bis 338 v. Chr. von Rom unabhängig. Erst mit dem Zweiten Latinerkrieg unterwarf Rom in der Schlacht von Trifanum das Gebiet und ordnete es anschließend in das römische Reich ein.

## Beschreibung

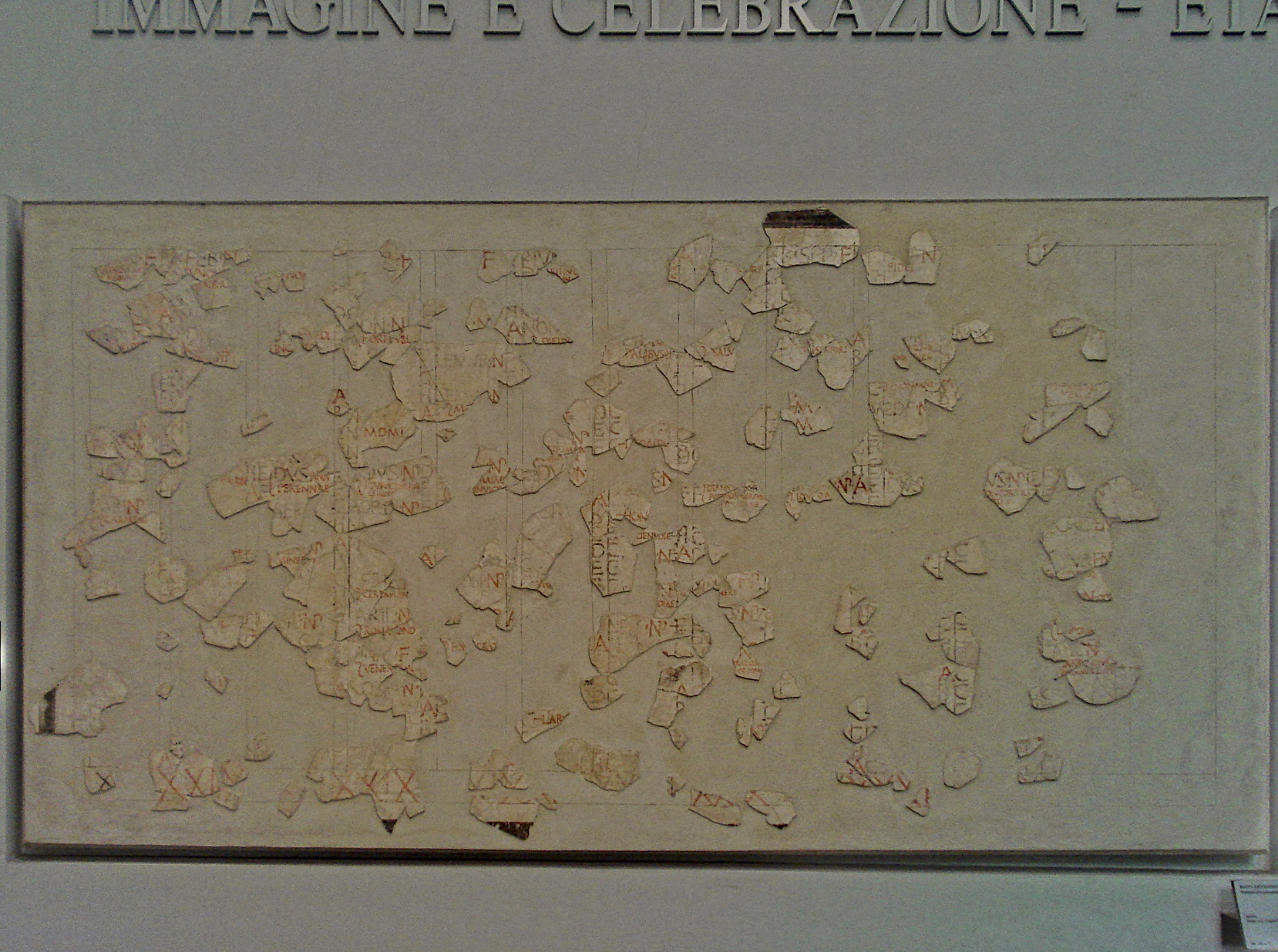
Fasti Antiates, Palazzo Massimo alle Terme, Rome

Die Fasti Antiates maiores bestanden aus den beiden Teilstücken des dreizehnmonatigen Kalenders und den Listen der Konsuln. Der 1,16 m hohe und 2,50 m breite Kalender enthielt neben den zwölf Monaten den Schaltmonat Mensis intercalaris. Die Liste der Konsuln war bei gleicher Höhe wie der Kalender 1,36 m breit.
Im Kalenderteil sind außer den üblichen Angaben römischer Kalender die Gründungstage (dies natales) von Tempeln in der Stadt Rom genannt. Die Namen der Konsuln umfassen einen Zeitraum von 164 v. Chr. bis 84 v. Chr. Nach Ergänzung der bestehenden Lücken auf beiden Endteilen verlängert sich die Liste auf eine Epoche von 173 v. Chr. bis 67 v. Chr.
Die Fasti Antiates maiores müssen zwischen 67 v. Chr. und 55 v. Chr. verfasst worden sein, da unter anderem das Gründungsdatum des mit dem Theater des Pompeius verbundenen Venustempels fehlt.

## Inhalt
Der kalendarisch aufbereitete Inhalt nennt unter anderem wichtige Ereignisse wie beispielsweise die Ludi Megalenses, ein der Magna Mater geltender Kult. Im Jahr 191 v. Chr. folgte am 11. April die Einweihung ihres Tempels auf dem Palatin. Die zugehörigen Festtage umfassten den Zeitraum vom 4. bis 11. April. Eine Bestätigung der Daten der Ludi Megalenses findet sich in den Fasti Quirinales, die außerdem den 11. April als EN-Tag einordnen. Spätere Fasti-Überlieferungen enthalten einen Übertragungsfehler, weshalb die dort angegebene Festdauer 4. bis 10. April als unzutreffend anzusehen ist.